# Diocesi di Tetci
La diocesi di Tetci (in latino Dioecesis Tetcitana) è una sede soppressa e sede titolare della Chiesa cattolica.

## Storia
Tetci, nell'odierna Tunisia, è un'antica sede episcopale della provincia romana di Bizacena.
Unico vescovo conosciuto di questa diocesi africana è Rustico, il cui nome figura al 77º posto nella lista dei vescovi della Bizacena convocati a Cartagine dal re vandalo Unerico nel 484; Rustico, come tutti gli altri vescovi cattolici africani, fu condannato all'esilio. Al concilio lateranense indetto da papa Felice III nel 487 partecipò il vescovo africano Rustico, senza indicazione della sede di appartenenza; potrebbe essere il vescovo di Tetci o l'omonimo vescovo di Tipasa di Numidia.
Dal 1933 Tetci è annoverata tra le sedi vescovili titolari della Chiesa cattolica; dal 17 ottobre 2020 il vescovo titolare è José Manuel Garza Madero, vescovo ausiliare di Monterrey.

## Cronotassi

### Vescovi
- Rustico † (prima del 484 - dopo il 487 ?)

### Vescovi titolari
- James (Jaime) Collins, C.SS.R. † (15 agosto 1967 - 26 maggio 1978 dimesso)
- Ladislau Biernaski, C.M. † (19 aprile 1979 - 6 dicembre 2006 nominato vescovo di São José dos Pinhais)
- Paulinus Chukwuemeka Ezeokafor (20 gennaio 2007 - 8 luglio 2011 nominato vescovo di Awka)
- Luis Fernando Ramos Pérez (1º febbraio 2014 - 27 dicembre 2019 nominato arcivescovo di Puerto Montt)
- José Manuel Garza Madero, dal 17 ottobre 2020